# Albrecht von Roretz
Albrecht von Roretz (* 19. Dezember 1846 in Wien; † 20. Juli 1884 in Obersievering, heute Wien) war ein österreichischer Arzt, der einen wichtigen Beitrag zum Aufbau eines modernen Medizinalwesens in Japan leistete und unter anderem die erste psychiatrische Klinik nach westlichem Vorbild errichtete.

## Jugend und Studienjahre
Albrecht wurde als erster Sohn des Friedrich Albrecht von Roretz (1812–1849) und dessen Ehefrau Theresia Auguste Vincentia von Schaeffer-Gernsheim (1819–1898) geboren. Der Vater war als Adoptivsohn des sächsischen Geheimrats und Ministers am kaiserlichen Hof zu Wien Friedrich Albrecht Grafen von der Schulenburg im Jahre 1820 in den Adelsstand erhoben worden. Er war Hauptmann im 19. Linien-Infanterie-Regiment Kronprinz Erzherzog Rudolf und starb während des Ungarischen Unabhängigkeitskriegs in Báboln. In jenem Jahr wurde sein Bruder Ernst Albrecht geboren.
Der junge Roretz besuchte zunächst das Collegium Immaculatae Virginis in Kalksburg, ab der fünften Klasse dann das von den Piaristen  betriebene Gymnasium im ostmährischen Kremsier (heute Kroměříž), wo er am 9. Juni 1866 die Maturitätsprüfung bestand. Im selben Jahr schrieb er sich an der Universität Wien für Medizin ein. Seine chirurgische Ausbildung erhielt er bei Theodor Billroth. Am 14. Mai und am 4. Dezember 1872 bestand er seine Examina mit der Note: sufficienter. Die Promotion (sat bene) in Innerer Medizin erfolgte am 11. Dezember. 1874 erwarb er den Magistertitel für Geburtshilfe sowie den Doktortitel für Chirurgie.

## Japan
Von Roretz arbeitete zunächst in der „Niederösterreichischen Landesirrenanstalt“, kündigte jedoch schon bald aus gesundheitlichen Gründen. Er war mütterlicherseits der Neffe von Ignaz Freiherr von Schaeffer (1821–1892). Als Schaeffer zum Ministerresident für Japan, China und Thailand berufen wurde, entschloss sich Roretz, seinen Onkel nach Japan zu begleiten – auch, weil er hoffte, seinen chronischen Gelenkrheumatismus durch den Klimawechsel zu lindern. Er bewarb sich am 30. Juli 1874 um eine Stelle als Konsularzt der Österreichisch-Ungarischen Gesandtschaft.
Man reiste über Amerika. Vor der Einschiffung nach Japan verfasste Roretz am 26. Oktober 1874 in San Francisco einen Bericht über einige amerikanische Tiergärten, der im folgenden Jahr im „Der Zoologische Garten“ publiziert wurde. Am 26. November 1874 erreichte die Gruppe die japanische Hafenstadt Yokohama. Von Schaeffer absolvierte seinen Antrittsbesuch in Tokyo, zog dann aber nach Shanghai, wo er die meiste Zeit verbrachte. Nach Japan kam er nur bei Bedarf.
Vor seiner Abreise aus Österreich war von Roretz auch Mitglied der 1867 gegründeten k. und k. geographischen Gesellschaft geworden, für die er nun ebenfalls aktiv wurde. Vom 10. März bis zum 25. Juni 1875 unternahm er zusammen mit dem Geographen Johannes Justus Rein eine Forschungsreise nach Kyushu und Shikoku. Hierüber erstattete er Bericht in den „Mittheilungen der k. und k. geographischen Gesellschaft“. Überdies sammelt Roretz eine Vielzahl von Land- und Meerestieren, die er dem Naturhistorischen Museum in Wien überließ. Die oben genannte Zeitschrift „Der Zoologische Garten“ druckte 1875 seine Beschreibung des „japanesischen Flughörnchens“ ab. Der in Nürnberg als Arzt praktizierende, renommierte Entomologe und Arachnologe Ludwig Carl Christian Koch („Spinnen-Koch“) wiederum publizierte eine ausführliche Abhandlung über „Japanesische Arachniden und Myriapoden“, die Roretz nach Wien geschickt hatte.
Neben seiner Tätigkeit als Arzt an der Österreichisch-Ungarischen Gesandtschaft in Tokyo und am deutschen Konsulat in Yokohama betrieb er vom Herbst 1875 bis April 1876 in Yokohama eine kleine Praxis.
Am 1. Mai 1876 wurde er in Nagoya als Leiter der Medizinschule der Präfektur Aichi (Aichiken kōritsu igakusho 愛知県公立医学所) eingestellt, aus der später die Medizinische Fakultät der Universität Nagoya hervorging. Der Sturz des letzten Tokugawa Shoguns Yoshinobu lag keine acht Jahre zurück, und die radikale Umgestaltung von Gesellschaft, Wirtschaft und Wissenschaft unter der neuen Meiji-Regierung hatte erst begonnen. Doch wie so mancher Neuankömmling aus Europa war er mit der vorliegenden Situation nicht zufrieden, wie eine Beschreibung in der Wiener Medizinischen Wochenschrift (1877, Nr. 19, Sp. 457-59) zeigt:
„An Lehrbüchern fanden sich einige wenige Exemplare jener nach der Art des Katechismus eingerichteten amerikanischen Kompendium, welche in Form von Frage und Antwort alles mögliche enthalten weder Bücher noch sonstige Lehrmittel vorhanden sind […] der älteste Studiosus 27 Jahre und der jüngste 14 Jahre […] Es stellte sich nun heraus, was ich bereits geahnt, die Leutchen hatten keine Vorkenntnisse, das medizinische Wissen war selbstverständlich überall gleich Null […] begnügen sich meist mit einzelnen Schlagworten oder Sätzen aus den so “gelesenen” Büchern und aus den Vorträgen des fremden Lehrers […] Dass ein jahrelanges Studium, eine schwere geistige Arbeit erforderlich sein könne, um irgend einer Wissenschaft Herr zu werden, ist den Japanern absolut unbegreiflich.“
Anfangs war er in der Tat zur Improvisation gezwungen. Das Hospital war fürs Erste im lokalen Hongan-Tempel (Hongan-ji) untergebracht. Anfangs hatten neunzig Prozent der Kranken „wenig Vertrauen zu europäischen Doktoren“. Doch das sollte sich bald ändern. Die im Bau befindlichen Unterrichtsgebäude waren im Juli 1877 schließlich fertig. 1879 führte Roretz ein vierjähriges Curriculum mit 5 bis 6 Unterrichtsstunden pro Tag ein. Im Jahre 1879 gab es 97 Studenten, die von elf Lehrkräften betreut wurden. Auf der Grundlage seiner Wiener Erfahrungen entwickelte er zudem Pläne für eine kleine Nervenklinik (Tenkyōin 癲狂院) und überwachte deren Bau. Einen ähnlichen Vorschlag entwickelte er auch für Tokyo. Sein 1879 um ein Jahr verlängerter Vertrag mit der Präfektur endete am 30. April 1880.
Ein von Shibata Hoshū um das Jahr 1880 gemaltes Bild zeigt ihn mit Brille als Anästhesist mit einer Skinnerschen Chloroform-Maske bei einer Amputation zusammen mit seinem Übersetzer, dem Arzt Shiba Mitsuyuki (1839–1879), und dem Arzt und später einflussreichen Staatsmann Gotō Shimpei.
Von Roretzens Verdienste um den Aufbau der präfekturalen Medizin-Schule und des angeschlossenen Hospitals wurden auch anderswo erkannt. Von Mai bis August 1880 fand er eine Aufgabe an der Medizin-Schule in Kanazawa, im September übernahm er dann die Leitung der Medizin-Schule der Präfektur Yamagata (Saiseikan 済生館). Nach Ablauf dieses Vertrags zog er im Juli 1882 wieder nach Yokohama. Im September jenes Jahres brach ein Brand aus, der einen Großteil seiner Sammlungen vernichtete.

## Zurück in Europa
Noch im September 1882 verließ von Roretz Japan und erreichte Wien am 19. November 1882. Hier heiratete er am 9. März 1884 Olga Zhemchuzhnikova (1859–1920), die älteste Tochter des russischen Schriftstellers Aleksey Mikhailovich Zhemchuzhnikov (1821–1908). Doch schon wenige Monate später, am 20. Juli 1884, starb er an einem Gehirnschlag in Sievering in dem von ihm geleiteten Sanatorium Himmel im gleichnamigen Schloss von Obersievering. Er wurde nur 37 Jahre alt.
Sein jüngerer Bruder Ernst Albrecht hatte 1878 Auguste Groeger (1855–1931), die Tochter des Besitzers von Schloss Breiteneich, geheiratet. Hierdurch verlagerte sich der Besitz der Familie Roretz ins niederösterreichische Breiteneich bei Horn. Albrecht von Roretz wurde nach seinem Tode zunächst im Sieveringer Ortsfriedhof beerdigt, dann aber nach Horn ins Grab der Familie überführt.

## Ehrungen
Der Allgemeinen Zeitung vom 7. Januar 1883, S. 94 zufolge erhielt er den kaiserlich japanischen Verdienstorden der Aufgehenden Sonne 5. Classe (jap. 旭日章, Kyokujitsushō).
In der Biologie ist sein Name in der Halocynthia roretzi (Drasche, 1884), auch Meeresananas genannt, sowie der Spinne Antrodiaetus roretzi (L. Koch, 1878) verewigt.
In Yamagata wurde er 1970 durch ein Denkmal mit einem bronzenen Reliefporträt geehrt. 1995 folgte ein zweites Denkmal im Stadtkrankenhaus Saiseikan.
In der Stadt Horn gibt es seit 1986 eine Dr.-Albrecht-Roretz-Straße.

## Japanische Episode
Von Roretz sammelte japanische Schwerter und hatte viel über deren Schärfe und Wirkung gehört und gelesen. Er bat um die Gelegenheit, Enthauptungen beiwohnen zu dürfen. Im Feuilleton (!) der Wiener Medizinischen Wochenschrift berichtet er 1878 „Über eine Justifikation durch das Schwert“, die er zusammen mit drei japanischen Assistenten beobachtete. Die Details sind grausig: das im Moment der Durchtrennung des Halses 2 Meter 60 weit spritzende Blut, die elfeinhalb Minuten andauernde Pulsation, fünfeinhalb Minuten hörbare röchelnde Atemzüge und andere Reaktionen und Veränderungen an Rumpf und abgetrenntem Kopf. Wahrscheinlich ist dies die einzige medizinisch einigermaßen fundierte Beschreibung ihrer Art.

## Stiftungen und Nachlass
Eine „Sammlung japanischer Haartrachten“ ging am 30. Oktober 1878 als Geschenk an das Museum für Völkerkunde in Leipzig.
Eine Reihe von Tierpräparaten werden noch heute im Naturhistorischen Museum Wien gehütet.
Durch Vermittlung von Josef Erber in Wien ging eine Sendung japanischer Land- und Süßwasser-Conchylien an das zoologische Museum in Berlin
Sechzig Samurai-Schwerter erregten schon Ende des 19. Jhs. Aufsehen. Rorentz hatte sie dem österreichischen Beamten und Sammler Anton Petermandl (1820–1901) für dessen Messer-Sammlung überlassen. Heute werden sie im Stadtmuseum Steyr gehütet. Das älteste Schwert soll 800 Jahre alt sein.
In seinem Testament, welches er zwei Monate vor seinem Tod verfasst hatte, berücksichtigte Roretz auch Freunde in Japan, wie den Deutsch-Amerikaner Oscar Otto Keil und J. A. Maclellan in Yokohama.

## Werke/Schriften
- Rōretsu kōjutsu: Danshō Igaku. Sonderanfertigung der Medizinischen Bibliothek der Universität Nagoya, August 1961 老烈講述『斷訟醫學』名古屋大学附属図書館医学部分館 (私製)
- Rōretsu kōjutsu: Korera-byō shinshi: Rōretsu-shi kōgi. Sonderanfertigung der Medizinischen Bibliothek der Universität Nagoya, 19?? ローレツ講述『虎列剌病新誌ー老列氏講義』名古屋大学附属図書館医学部分館 (私製)
- Rōretsu kōjutsu: Kenbikyōgaku. Sonderanfertigung der Medizinischen Bibliothek der Universität Nagoya, 19?? 老烈講述『顕微鏡學』名古屋大学附属図書館医学部分館 [19--] (私製)
- Rōretsu-shi kōjutsu: Danshō Igaku. 1886 老烈氏講述 『断訟醫學』
- Rōretsu-shi kōgi: Hifubyōron ippan. Aichiken kōritsu igakkō, 1880 老烈氏講義『皮膚病論一斑』愛知縣公立醫学校 ( Digitalisat NDL)
- Über einige amerikanische zoologische Gärten. Der Zoologische Garten. 16. Jahrg., 1875, S. 32–36
- Das japanesische Flughörnchen, Pteromys leucogenys. Der Zoologische Garten. 16. Jahrg., 1875, S. 447–448
- Bericht über eine Reise durch die südlichen Provinzen von Japan. Mitteilungen der k. und k. Geographische Gesellschaft in Wien, Bd. 18, 1875, S. 549–554; dito Band 19, 1876, S. 76–82; dito, S. 515–520
- Medizin und Unterrichtswesen in Japan. Wiener medizinische Wochenschrift, 1877, Nr. 15, Sp. 351–352 (Digitalisat); dito, 1877, Nr. 19, Sp. 457–459 (Digitalisat); dito, 1883, Nr. 1, Sp. 16–17 (Digitalisat)
- Über eine Justifikation durch das Schwert in Japan. Wiener medizinische Wochenschrift, 1878, Nr. 25, Sp. 691–692 (Digitalisat)
- Über die hygienischen Verhaeltnisse Japans. Mittheilungen des Wiener medizinischen Doctor-Collegiums, Bd. 9, 1883, S. 15
- Über die medicinischen und hygienischen Verhaeltnisse Japans. Wiener medizinische Wochenschrift, 1883, Nr. 1, Sp. 16–17 (Digitalisat)
- Die Campherbereitung von Japan. Dinglers polytechnisches Journal, Nr. 215, 1875, S. 450